# Kanurennsport-Europameisterschaften 2013
Die 25. Kanurennsport-Europameisterschaften 2013 fanden vom 12. bis 16. Juni 2013 im portugiesischen Leistungszentrum Centro de Alto Rendimento (CAR) in der portugiesischen Stadt Montemor-o-Velho statt.
Bei den Europameisterschaften wurden Wettbewerbe im Kanurennsport in 26 Disziplinen ausgetragen.
Veranstalter war der Europäische Kanuverband, Ausrichter die Federação Portuguesa de Canoagem.

## Wettbewerbe
Es wurden insgesamt 26 Wettbewerbe ausgetragen, davon 10 für Frauen.

### Herren
| Event      | Gold                                                                                      | Zeit          | Silber                                                                 | Zeit          | Bronze                                                                     | Zeit          |
| C-1 200 m  | Litauen Jevgenijus Šuklinas                                                               | 41,676 s      | Aserbaidschan Valentin Demyanenko                                      | 41,726 s      | Russland Andrii Kraitor                                                    | 42,136 s      |
| C-1 500 m  | Tschechien Martin Fuksa                                                                   | 1:51,693 min  | Belarus Dsjanis Harascha                                               | 1:51,763 min  | Polen Marcin Grzybowski                                                    | 1:52,693 min  |
| C-1 1000 m | Tschechien Martin Fuksa                                                                   | 3:52,046 min  | Frankreich Mathieu Goubel                                              | 3:53,741 min  | Polen Marcin Grzybowski                                                    | 3:54,421 min  |
| C-1 5000 m | Deutschland Sebastian Brendel                                                             | 22:57,583 min | Polen Marcin Grzybowski                                                | 23:07,102 min | Rumänien Florin Comanici                                                   | 23:16,729 min |
| C-2 200 m  | Russland Aleksandr Kovalenko Nikolai Lipkin                                               | 37,364 s      | Belarus Dsmitryj Rabtschanka Aljaksandr Waltschezki                    | 37,784 s      | Deutschland Robert Nuck Stefan Holtz                                       | 38,219 s      |
| C-2 500 m  | Russland Alexei Korowaschkow Iwan Schtyl                                                  | 1:42,206 min  | Rumänien Alexandru Dumitrescu Victor Mihalachi                         | 1:44,771 min  | Polen Tomasz Kaczor Vincent Słomiński                                      | 1:45,426 min  |
| C-2 1000 m | Russland Alexei Korowaschkow Ilja Perwuchin                                               | 3:33,548 min  | Ungarn Henrik Vasbányai Róbert Mike                                    | 3:33,898 min  | Rumänien Alexandru Dumitrescu Victor Mihalachi                             | 3:36,453 min  |
| C-4 1000 m | Belarus Dsmitryj Rabtschanka Dsjanis Harascha Dsmitryj Wajzischkin Aljaksandr Waltschezki | 3:23,773 min  | Rumänien Florin Comanici Gabriel Gheoca Cătălin Costache Iosif Chirilă | 3:24,498 min  | Ukraine Witalij Werheles Denys Kowalenko Denys Kamerylow Eduard Schemetylo | 3:24,628 min  |
| K-1 200 m  | Schweden Petter Öström                                                                    | 35,217 s      | Serbien Marko Dragosavljević                                           | 35,537 s      | Deutschland Tom Liebscher                                                  | 35,742 s      |
| K-1 500 m  | Dänemark René Holten Poulsen                                                              | 1:41,506 min  | Ungarn Miklós Dudás                                                    | 1:42,496 min  | Deutschland Max Hoff                                                       | 1:42,696 min  |
| K-1 1000 m | Dänemark René Holten Poulsen                                                              | 3:27,225 min  | Deutschland Max Hoff                                                   | 3:28,435 min  | Tschechien Josef Dostál                                                    | 3:28,910 min  |
| K-1 5000 m | Deutschland Max Hoff                                                                      | 19:52,304 min | Portugal Fernando Pimenta                                              | 19:57,982 min | Dänemark René Holten Poulsen                                               | 20:05,102 min |
| K-2 200 m  | Russland Juri Postrigai Alexander Djatschenko                                             | 31,994 s      | Deutschland Ronald Rauhe Jonas Ems                                     | 32,564 s      | Frankreich Sébastien Jouve Maxime Beaumont                                 | 32,654 s      |
| K-2 500 m  | Deutschland Max Rendschmidt Marcus Groß                                                   | 1:32,389 min  | Serbien Simo Boltić Marko Dragosavljević                               | 1:33,089 min  | Polen Paweł Szandrach Mariusz Kujawski                                     | 1:33,144 min  |
| K-2 1000 m | Deutschland Max Rendschmidt Marcus Groß                                                   | 3:10,337 min  | Russland Ilya Medvedev Anton Rjachow                                   | 3:10,512 min  | Tschechien Daniel Havel Jan Štěrba                                         | 3:11,687 min  |
| K-4 1000 m | Tschechien Daniel Havel Josef Dostál Lukáš Trefil Jan Štěrba                              | 2:55,806 min  | Portugal Fernando Pimenta Emanuel Silva João Ribeiro David Fernandes   | 2:56,856 min  | Ungarn Zoltán Kammerer Tamás Kulifai Dávid Tóth Dániel Pauman              | 2:57,711 min  |

### Damen
| Event      | Gold                                                               | Zeit          | Silber                                                                      | Zeit          | Bronze                                                                            | Zeit          |
| C-1 200 m  | Russland Maria Kazakova                                            | 51,709 s      | Bulgarien Stanilija Stamenowa                                               | 51,814 s      | Ungarn Kincső Takács                                                              | 52,469 s      |
| C-2 500 m  | Ungarn Zsanett Lakatos Kincső Takács                               | 2:09,316 min  | Russland Natalja Marassanowa Anastasia Ganina                               | 2:10,581 min  | Ukraine Nataliya Zhiliuk Dariya Motova                                            | 2:23,281 min  |
| K-1 200 m  | Polen Marta Walczykiewicz                                          | 42,549 s      | Spanien Teresa Portela                                                      | 42,594 s      | Ungarn Natasa Dusev-Janics                                                        | 42,809 s      |
| K-1 500 m  | Serbien Dalma Ružičić-Benedek                                      | 1:52,758 min  | Ungarn Danuta Kozák                                                         | 1:53,133 min  | Deutschland Katrin Wagner-Augustin                                                | 1:53,698 min  |
| K-1 1000 m | Serbien Dalma Ružičić-Benedek                                      | 3:54,225 min  | Dänemark Henriette Engel Hansen                                             | 3:57,680 min  | Ungarn Erika Medveczky                                                            | 3:58,305 min  |
| K-1 5000 m | Ungarn Renáta Csay                                                 | 22:49,691 min | Vereinigtes Königreich Louisa Sawers                                        | 22:53:360 min | Spanien Eva Barrios                                                               | 23:07,192 min |
| K-2 200 m  | Ungarn Katalin Kovács Natasa Dusev-Janics                          | 39,363 s      | Polen Karolina Naja Magdalena Krukowska                                     | 39,418 s      | Rumänien Roxana Petronela Borha Iuliana Țăran                                     | 39,543 s      |
| K-2 500 m  | Polen Karolina Naja Beata Mikołajczyk                              | 1:44,674 min  | Deutschland Franziska Weber Tina Dietze                                     | 1:45,484 min  | Ungarn Katalin Kovács Natasa Dusev-Janics                                         | 1:45,849 min  |
| K-2 1000 m | Polen Karolina Naja Beata Mikołajczyk                              | 3:36,410 min  | Deutschland Carolin Leonhardt Conny Waßmuth                                 | 3:37,245 min  | Rumänien Irina Lauric Bianca Plesca                                               | 3:38,835 min  |
| K-4 500 m  | Ungarn Anna Kárász Katalin Kovács Danuta Kozák Natasa Dusev-Janics | 1:31,114 min  | Deutschland Franziska Weber Katrin Wagner-Augustin Verena Hantl Tina Dietze | 1:32,509 min  | Belarus Aleksandra Grishina Wolha Chudsenka Nadseja Papok Marharyta Zischkewitsch | 1:32,524 min  |

## Medaillenspiegel
| Rang   | Land                   | Gold | Silber | Bronze | Gesamt |
| ------ | ---------------------- | ---- | ------ | ------ | ------ |
| 1      | Russland               | 5    | 2      | 1      | 8      |
| 2      | Deutschland            | 4    | 5      | 4      | 13     |
| 3      | Ungarn                 | 4    | 3      | 5      | 12     |
| 4      | Polen                  | 3    | 2      | 4      | 9      |
| 5      | Tschechien             | 3    | 0      | 2      | 5      |
| 6      | Serbien                | 2    | 2      | 0      | 4      |
| 7      | Dänemark               | 2    | 1      | 1      | 4      |
| 8      | Belarus                | 1    | 2      | 1      | 4      |
| 9      | Litauen                | 1    | 0      | 0      | 1      |
| 9      | Schweden               | 1    | 0      | 0      | 1      |
| 11     | Rumänien               | 0    | 2      | 4      | 6      |
| 12     | Portugal               | 0    | 2      | 0      | 2      |
| 13     | Frankreich             | 0    | 1      | 1      | 2      |
| 13     | Spanien                | 0    | 1      | 1      | 2      |
| 15     | Aserbaidschan          | 0    | 1      | 0      | 1      |
| 15     | Bulgarien              | 0    | 1      | 0      | 1      |
| 15     | Vereinigtes Königreich | 0    | 1      | 0      | 1      |
| 18     | Ukraine                | 0    | 0      | 2      | 2      |
| Gesamt | Gesamt                 | 26   | 26     | 26     | 78     |